# Muschelkalk

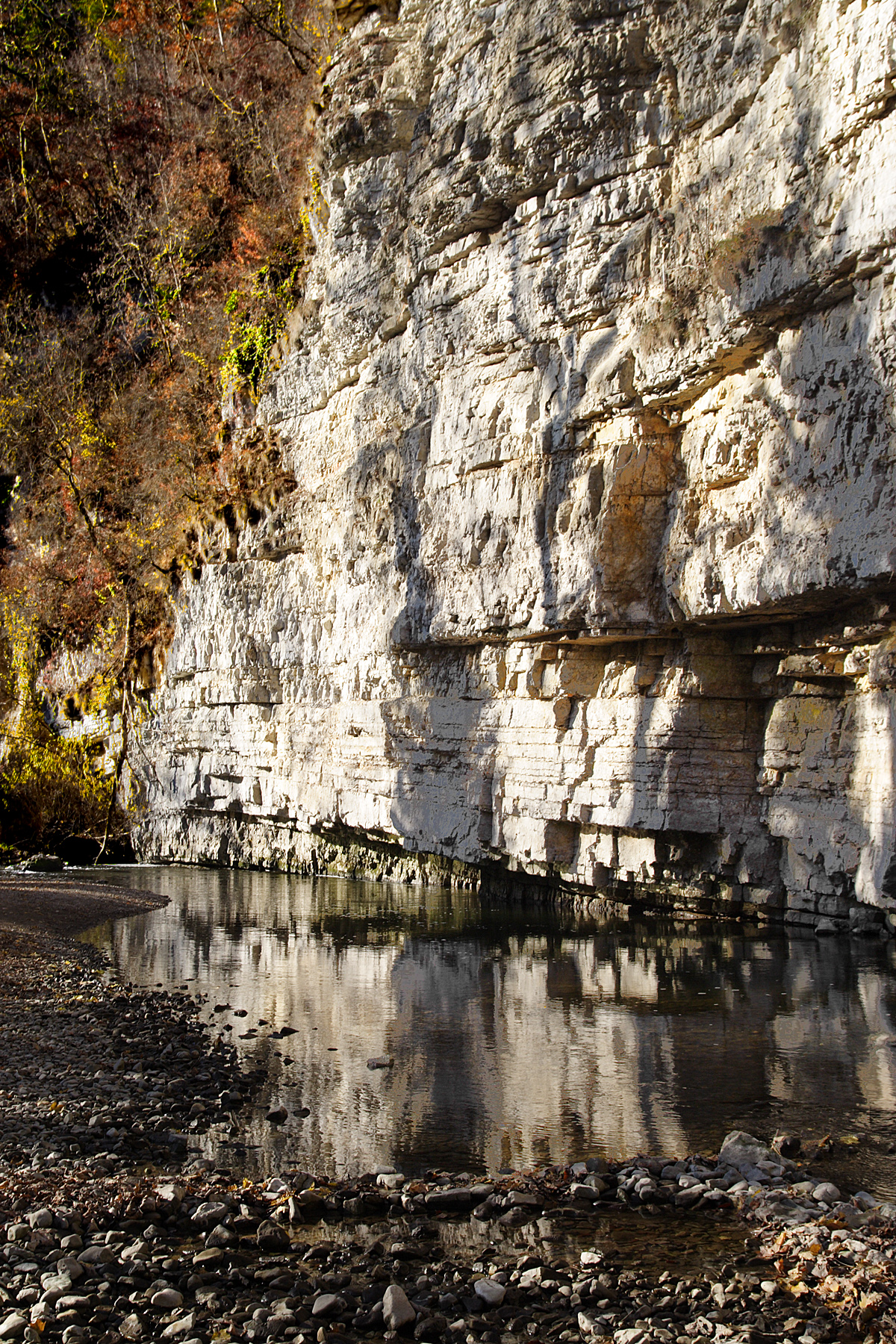
Aufschluss des Oberen Muschelkalks in der Wutachschlucht im Schwarzwald

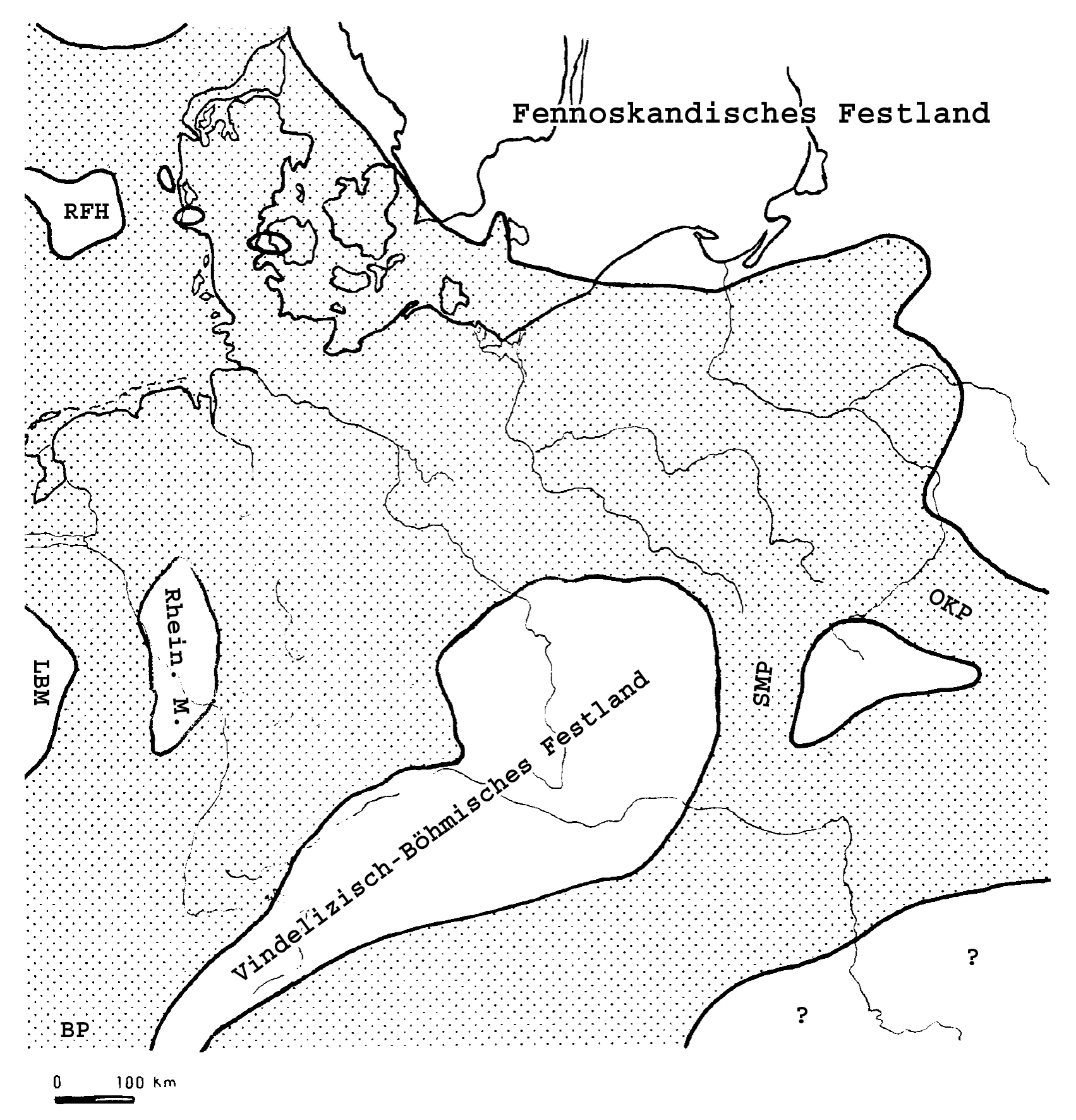
Karte des Germanischen Beckens zur Ablagerungszeit des Unteren Muschelkalks

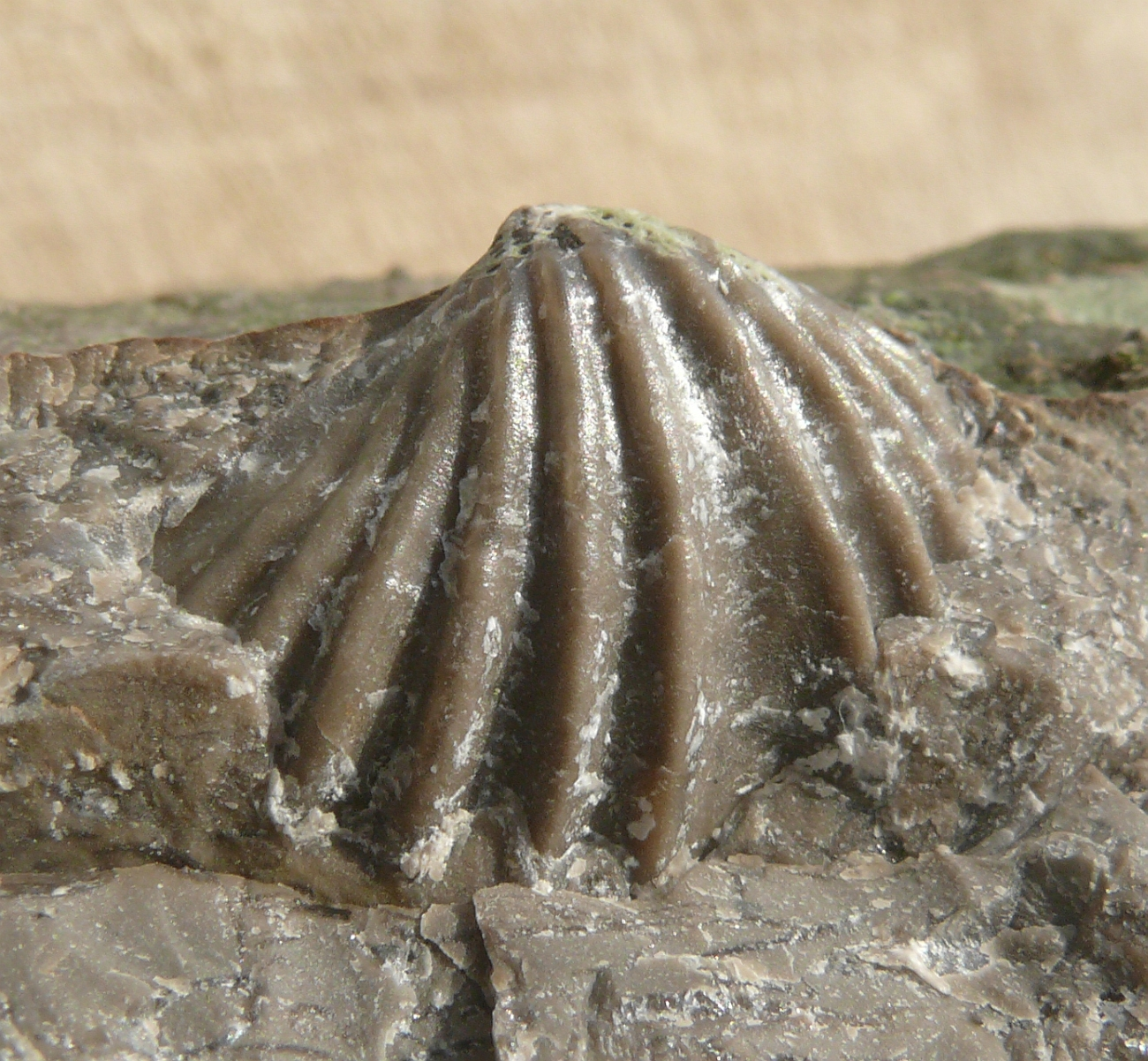
Der Armfüßer Punctospirella (Spiriferina) fragilis wanderte nur unter günstigen Bedingungen ins Germanische Becken ein, hier an der Oberfläche der Spiriferinabank des Oberen Muschelkalks.

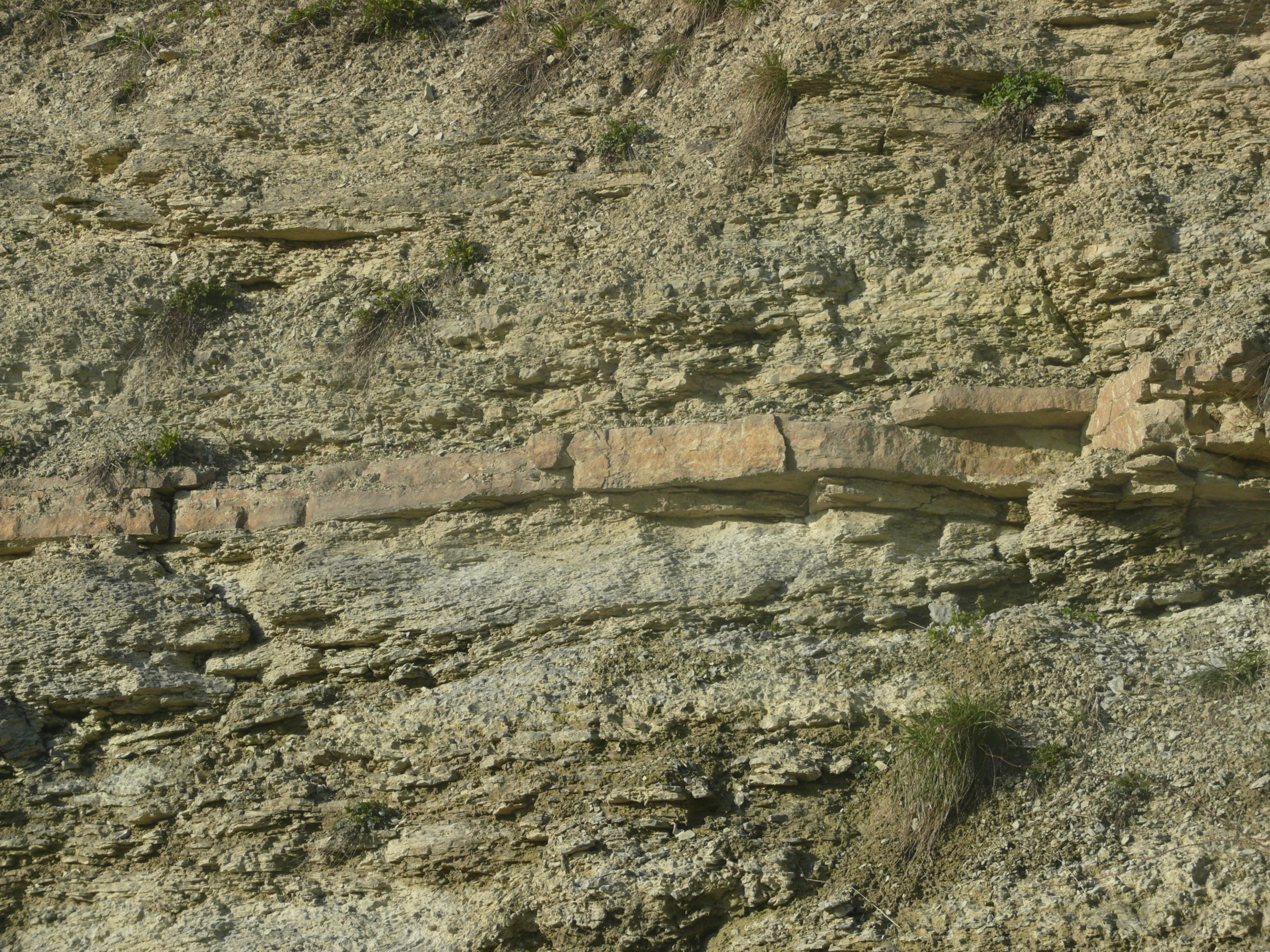
Aufschluss bei Dörzbach: Die gut erkennbare, hier 15–20 cm mächtige Obere Schaumkalkbank bildet die obere Grenze des Unteren Muschelkalks, darüber beginnt der Mittlere Muschelkalk.

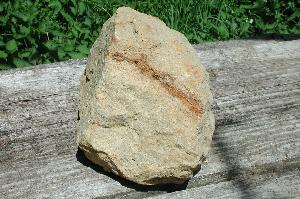
Muschelkalkstein mit bräunlichem erzhaltigem Einschluss

Der Muschelkalk ist die mittlere der drei lithostratigraphischen Gruppen der Germanischen Trias. Diese Dreiteilung, die namensgebend für das System Trias war, ist aber nur im Bereich nördlich der Alpen ausgebildet (Germanische-Trias-Supergruppe). Ähnlich den beiden anderen lithostratigraphischen Einheiten der Trias, dem unterlagernden Buntsandstein und dem überlagernden Keuper, ist der Begriff Muschelkalk für Nichtfachleute sehr verwirrend. Er wurde früher einerseits als Gesteinsbegriff („Kalk, der Muschelschalen enthält oder aus Muschelschalen aufgebaut ist“), andererseits auch als Zeitbegriff benutzt („Muschelkalk-Zeit“) im Sinne einer Stufe. Heute wird der Begriff meist im Sinne einer Gesteinseinheit der Lithostratigraphie verwendet. Die internationalen chronostratigraphischen Stufen (oder Zeitintervalle) der Trias wurden in der Alpinen Trias definiert.

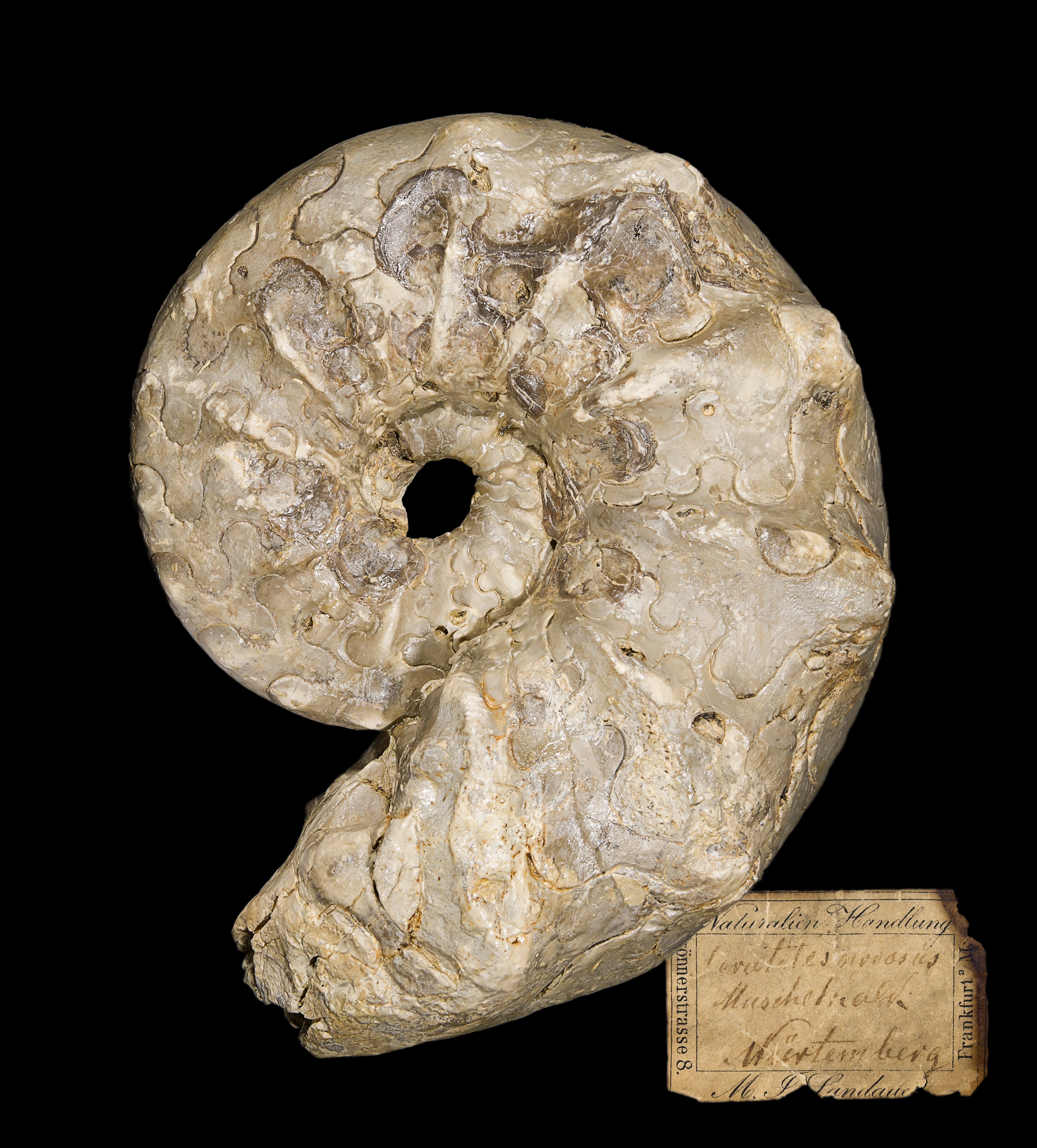
Ceratites nodosus – Oberer Muschelkalk, Meißner-Formation – Baden-Württemberg, Deutschland

## Geschichte
Der Name geht auf Georg Christian Füchsel zurück, der ihn im Jahr 1761 erstmals gebrauchte. 1834 führte Friedrich August von Alberti das System der Trias ein. Zu diesem Zeitpunkt war der Muschelkalk bereits ein fest etablierter Begriff, der von v. Alberti bereits in den Unteren Muschelkalk, die Anhydritgruppe und den Oberen Muschelkalk unterteilt wurde. In der weiteren Folge der Erforschung des Muschelkalks wurde er immer detaillierter unterteilt. Seit den 1990er Jahren wird der Muschelkalk nun in lithostratigraphische Formationen unterteilt, deren Untergrenzen und Verbreitung definiert sind.

## Definition
Die Untergrenze des Muschelkalk wird heute in Deutschland mit der Unterkante des Grenzgelbkalkes definiert. Die Obergrenze bildet in Süddeutschland das sogenannte Muschelkalk-Keuper-Grenzbonebed. Weiter im Norden etwa ab Thüringen ist diese Bank nicht mehr vorhanden; hier wird die Grenze mit dem ersten Keupersandstein gezogen. Die Untergrenze des Muschelkalks wird heute in das untere Anisium datiert. Allerdings ist über die Untergrenze der internationalen chronostratigraphischen Stufe des Anisium noch nicht entschieden. Die Obergrenze liegt im Unteren Ladinium (Obertrias).

## Ablagerungsraum
Der geographische Ablagerungsraum des Muschelkalks ist das Germanische Becken, das sich in der Trias über weite Teile des heutigen Mitteleuropas erstreckte. Zur Ablagerungszeit des Muschelkalks war dieses Becken von einem flachen Meer bedeckt, in dem sich überwiegend Karbonatschlämme und schillartige Sedimente absetzten, die später zu Kalkstein verfestigt wurden. Im Gegensatz zu seinem oberpermischen Pendant, dem Zechsteinmeer, das nach Norden mit dem Ozean in Verbindung stand, stand das Muschelkalkmeer nach Süden mit dem Ozean (Tethys) in Verbindung. Die entsprechenden Meeresstraßen werden als Burgundische Pforte, Schlesisch-Mährische-Pforte und Ostkarpatenpforte bezeichnet.
Anders als es der Name „Muschelkalk“ vermuten lässt, enthalten die fossilreichen Gesteine dieser Einheit nicht nur Muscheln, sondern vor allem die den Muscheln äußerlich ähnlichen Armfüßer (Brachiopoda) bzw. deren massenhaft neben- und übereinandergeschichtete Bauch- und Rückenschalen. In vielen Schichten sind sie sogar häufiger als Muscheln. In manchen Intervallen des Muschelkalks sind auch Reste von Stachelhäutern sehr häufig. Für ein Schichtglied des Oberen Muschelkalks, den „Trochitenkalk“ bzw. heute Trochitenkalk-Formation (nach den als Trochiten bezeichneten, oft einzeln im Gestein verteilten fossilen Stielgliedern von Seelilien) waren sie sogar namensgebend.
Der Ablagerungszeitraum des Muschelkalks erstreckt sich auf etwa 243 bis 235 Millionen Jahre vor heute (jeweils mit einer Unsicherheit von rund 2 Millionen Jahren). Dies entspricht der internationalen Stufe Anisium sowie dem unteren Abschnitt des Ladiniums der Mittleren Trias.

## Gliederung
Der Muschelkalkstein gliedert sich in drei Untergruppen:
- Oberer Muschelkalk
- Mittlerer Muschelkalk
- Unterer Muschelkalk

Der Untere Muschelkalk besteht hauptsächlich aus Kalken, Kalkmergeln und Tonmergeln. In Deutschland wird er heute in sechs Formationen unterteilt: Jena-Formation, Rüdersdorf-Formation, Udelfangen-Formation, Freudenstadt-Formation und Eschenbach-Formation.
Der Mittlere Muschelkalk enthält dagegen überwiegend Evaporite (Gips, Anhydrit und Steinsalz). Er wird in drei Formationen unterteilt: Karlstadt-Formation, Heilbronn-Formation und Diemel-Formation. In den Randbereichen wurde die Grafenwöhr-Formation abgelagert, die bis in den Oberen Muschelkalk reicht.
Der Obere Muschelkalk ist wiederum eher durch Kalke, Mergel und Dolomite charakterisiert. Er wird in sechs Formationen unterteilt: Trochitenkalk-Formation, Meißner-Formation, Warburg-Formation, Quaderkalk-Formation, Rottweil-Formation, Schengen-Formation, Irrel-Formation, Gilsdorf-Formation und Grafenwöhr-Formation, die die östliche Randfazies des Muschelkalks bildet.

## Geomorphologie und Böden
In Teilen der Weinbaugebiete Württembergs, Frankens, Badens, Thüringens und Sachsen-Anhalts (Saale-Unstrut) bildet Muschelkalk die Bodengrundlage und tritt oft felsig hervor. Die oft extrem steilen Lagen sind schwierig zu bewirtschaften und terrassenförmig aus Kalkstein-Trockenmauern aufgebaut. Die Verwitterungsschicht des Muschelkalks ist geringmächtig und erosionsgefährdet.
Stellenweise bilden sich heute in Gebieten, in denen Gesteine des Muschelkalks anstehen, Einsturzdolinen. Diese Erdfälle ereignen sich bevorzugt dort, wo im Laufe der Zeit das Kalkgestein im Untergrund durch Wasser (Oberflächenwasser, Grundwasser) ausgelaugt wird (Verkarstung). Darüber hinaus gibt es auch im Muschelkalk Karsthöhlen. Bekannte Beispiele sind die 1971 entdeckte Eberstadter Tropfsteinhöhle im Bauland (Baden-Württemberg) und die erst 2008 entdeckte Bleßberghöhle in Thüringen, beide im Unteren Muschelkalk.

## Muschelkalk im Bergbau
Der mittlere Muschelkalk (mm) enthält in Baden-Württemberg in einem Streifen von Heilbronn bis zur Schweizer Grenze eine Evaporit-Gruppe mit Steinsalz, unter- und überlagert von Anhydrit (oberflächennah zu Gips umgewandelt oder ausgelaugt). Während der meist lokal betriebene Gipsbergbau keine Rolle mehr spielt (früher meist als Düngegips verwendet), wird Steinsalz weiterhin in großen Mengen in Bergwerken bei Heilbronn, Bad Friedrichshall und Haigerloch abgebaut. Am Hochrhein wird Steinsalz aus dem mittleren Muschelkalk noch bei Rheinfelden (Aargau, Schweiz) und Schweizerhalle durch Auslaugung gewonnen und deckt nach Eindampfung den Salzbedarf der Schweiz (mit Ausnahme des Kantons Waadt: Salzgewinnung im Keuper bei Bex). Auf der deutschen Seite des Hochrheins wird keine Sole mehr gewonnen.
In manchen Regionen enthalten die Schichten des Oberen und des Unteren Muschelkalk erzhaltige Einschlüsse (sog. „Galmei“, oxidierte Zink- und z. T. Bleierze). In der Hauptsache handelt es sich hier um Blei-, Silber- und/oder Zinkerze. Diese Rohstoffe, die früher sehr begehrt waren, wurden u. a. Silber für die Münzprägung verwendet. Durch zahlreiche archäologische Funde ehemaliger Steinmühlen und Kalkbrennereien sind Abbau und Nutzung von Muschelkalkgestein historisch belegt. Die Belege gehen bis in das 1. Jahrhundert nach Christus zurück.

## Wirtschaftliche Bedeutung und Begriffsabgrenzung

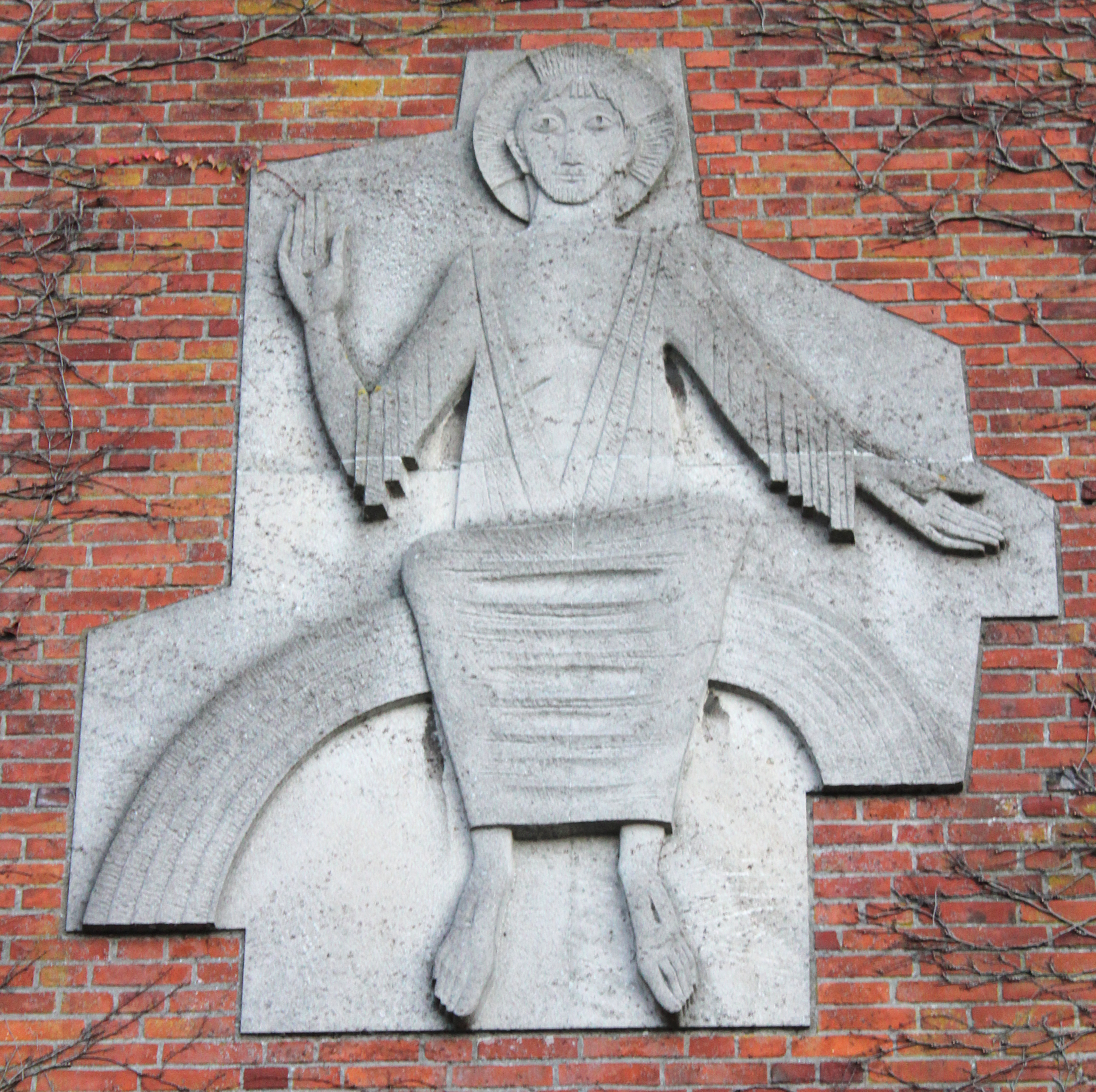
Muschelkalkrelief von Christus als Weltenrichter, sitzend auf einem Regenbogen an der Christuskirche Flensburg-Mürwik der Bildhauerin Ursula Querner

Auch in unseren Tagen werden Gesteine des Muschelkalks abgebaut und wirtschaftlich genutzt (z. B. im Straßenbau, als Gleisschotter, Herstellung von Zement). In dem aus Muschelkalk aufgebauten Höhenzug Elm in Niedersachsen wurde der qualitativ hochwertige Elmkalkstein als Baumaterial gewonnen.
In bauhistorischen Zusammenhängen wird der Begriff Muschelkalk oder Quaderkalk als Werkstoffbezeichnung anders verwendet. Darunter versteht man einen fossilführenden Kalkstein mit ausgeprägter Schichtung. Werksteine dieser Art wurden beispielsweise in Unterfranken bei Würzburg und in Thüringen im Raum Jena abgebaut. Oft handelt es sich dabei um die wirtschaftliche Nutzung der Terebratelbänke. In älterer Literatur treten diese Gesteinsbezeichnungen in Werkstoffzusammenhängen häufig auf und geben damit primär keine sichere lithostratigrafische Information. Das ist nach dem jeweiligen Kontext zu beurteilen. Der Gebrauch dieser Termini in ihrer doppelten Bedeutung hält bis in die Gegenwart an.
Von landwirtschaftlicher Bedeutung, nämlich im Weinbau, sind Muschelkalkböden, die als besonders geeignet für Burgunder (Pinot), wie auch für Silvaner und Rieslingreben gelten. Muschelkalkböden kommen in Frankreich vor allem im Burgund vor, sowie in Süddeutschland in Franken, Baden und in der Pfalz.